# Всемирный день продовольствия
Всемирный день продовольствия (на других официальных языках ООН: англ. World Food Day, араб. يوم الأغذية العالمي, ‎исп. Día Mundial de la Alimentación, кит. 世界粮食日, фр. la Journée mondiale de l'alimentation
) — международный день ООН, отмечаемый ежегодно 16 октября.
Памятная дата была провозглашена в 1979 году на конференции Продовольственной и сельскохозяйственной организации (FAO) Организации Объединённых Наций. Цель памятной даты — повышение уровня осведомлённости населения в отношении мировой продовольственной проблемы и укрепление солидарности в борьбе с голодом, недоеданием и нищетой. Этот день знаменует дату основания FAO в 1945 году.
В 1980 году Генеральная Ассамблея ООН в специальной резолюции (№ A/RES/35/70) приветствовала проведение ежегодного Дня продовольствия.
В послании Генерального секретаря ООН по случаю Всемирного дня продовольствия 2005 года, в частности, говорится, что несмотря на достаточное количество продовольствия, более 850 000 000 человек в мире страдает от недоедания. Он призвал удвоить усилия для достижения первой цели Декларации тысячелетия — уменьшить вдвое долю населения, страдающего от голода и нищеты.

## Ежегодная тематика международного дня
- 1999 — «Молодёжь против голода»
- 2000 — «Тысячелетие освобождения от голода»
- 2001 — «Борьба с голодом для сокращения бедности»
- 2002 — «Вода: источник продовольственной безопасности»
- 2003 — «Международный альянс против голода»
- 2004 — «Биоразнообразие для создания продовольственной обеспеченности»
- 2005 — «Сельское хозяйство и межкультурный диалог»
- 2006 — «Инвестирование в сельское хозяйство в интересах обеспечения продовольственной безопасности»
- 2007 — «Право на продовольствие»
- 2008 — «Всемирная продовольственная безопасность: вызовы изменений климата и биоэнергия»
- 2009 — «Достижение продовольственной безопасности в период кризиса»
- 2010 — «Единство в борьбе с голодом»
- 2011 — «Цены на продовольствие — от кризиса к стабильности»
- 2012 — «Сельскохозяйственные кооперативы кормят мир»
- 2013 — «Устойчивые продовольственные системы как инструмент обеспечения продовольственной безопасности и питания»
- 2014 — «Семейные фермерские хозяйства: накормить мир — сберечь планету»
- 2015 — «Социальная защита и сельское хозяйство: разрывая порочный круг сельской нищеты»
- 2016 — «Климат изменяется, а вместе с ним изменяются продовольствие и сельское хозяйство»
- 2017 — «Изменим будущее миграционных потоков. Инвестируем в продовольственную безопасность и сельское развитие»